# Pipromorphe des tépuis
Mionectes roraimae
Espèce
Statut de conservation UICN

 LC  : Préoccupation mineure
Le Pipromorphe des tépuis (Mionectes roraimae) est une espèce de passereau de la famille des Tyrannidae,.

## Systématique et distribution
Cet oiseau vit dans les tepuys du sud du Venezuela et du Guyana,,.
Mionectes roraimae était classée comme une sous-espèce de Mionectes macconnelli, sous le nom de Mionectes macconnelli roraimae. Depuis les travaux de Hilty & Escanio de 2014, le Congrès ornithologique international le considère comme une espèce séparée. Mionectes macconnelli mercedesfosterae est depuis, en outre, considéré comme étant le même oiseau que Mionectes roraimae.